# Martin Maria Kohtes
Martin Maria Kohtes (* 1961) ist ein deutscher Kommunikations- und Theaterwissenschaftler.

## Leben
Kohtes hat in Berlin, New York und Paris studiert und unter anderem an der Universität zu Köln gelehrt. 
Er ist vor allem mit Veröffentlichungen zur Theorie und Geschichte des politischen Theaters hervorgetreten. Von Kohtes stammen zwei grundlegende Studien, ein Standardwerk zum politischen Theater in den USA (Guerilla Theater) sowie eine Geschichte und Ästhetik des Unsichtbaren Theaters, einer politischen Aktionskunst. Aus seiner Studie leitet er eine neue Definition von Theater ab: „A impersonates B while being perceived in this quality by C“. 
Außerdem schrieb er ein Lehrbuch zur Schriftkommunikation, in dem er eine konsequent ziel- und adressatgerichtete Methode zum Schreiben von Sachtexten vorstellt.
Er arbeitet als Ghostwriter, Redakteur und Trainer. 

## Publikationen
- Guerilla Theater. Theorie und Praxis des politischen Straßentheaters in den USA. Tübingen 1990, ISBN 978-3-823-34025-6
- Invisible Theatre. Reflections on an Overlooked Form. In: New Theatre Quarterly 9 (Februar 1993), Heft 33, S. 85–89.
- Besser Schreiben. Berlin 2007 (mit R. Schmidt), ISBN 978-3-589-23557-5

| Personendaten    | Personendaten                                        |
| ---------------- | ---------------------------------------------------- |
| NAME             | Kohtes, Martin Maria                                 |
| KURZBESCHREIBUNG | deutscher Kommunikations- und Theaterwissenschaftler |
| GEBURTSDATUM     | 1961                                                 |